# Друг (фільм, 1987)
«Друг» (рос. «Друг») — російський радянський художній фільм, драма з елементами фантасмагорії режисера  Леоніда Квініхідзе, який вийшов на кіностудії «Мосфільму» у 1987 році.

## Сюжет
Алкоголік Микола відправляється на ринок. Він бреше перехожим, що йому бракує трохи грошей для покупки звірятка хворій дитині, і жалісливі люди дають Миколі копійки. Якось він зустрів на ринку чоловіка, який у відповідь на прохання позичити грошей пропонує йому забрати собаку за винагороду. Микола погоджується, а на отримані кошти придбав алкоголь. Дома Микола виявляє, що пес говорить, і звуть його Друг. Тварина намагається відірвати господаря від алкоголю, а Микола переконується, що жодна людина не здатна його зрозуміти так, як це вдається дивному чорному собаці.

## У ролях
- Сергій Шакуров —  Микола Нікітін, «Колюн», колишній артист «Москонцерта»
- ньюфаундленд Ютгай —  Друг  (роль озвучив —  Василь Ліванов)
- Анатолій Ромашин —  господар Друга
- Віктор Уральський —  Мітька
- Галина Польських —  Елеонора Францівна, директор хімчистки
- Ігор Ясулович —  Андрійович
- Олена Соловей —  дама з собачкою Джері
- Тетяна Кочемасова —  колишня дружина Миколи
- Наталія Коренченко —  дочка Миколи

## Знімальна група
- Автор сценарію:  Едуард Акопов
- Режисер-постановник:  Леонід Квініхідзе
- Оператор-постановник:  Євген Гуслінський
- Художник-постановник:  Євген Черняєв
- Композитор: Олександр Розенбаум